# Viviane Senna
Viviane Senna Lalli (São Paulo, 14 de junho de 1957) é uma psicóloga, empresária e filantropa brasileira. Irmã do piloto tricampeão mundial Ayrton Senna e mãe do também piloto Bruno Senna, é a presidente do Instituto Ayrton Senna, fundado em 1994, com sede em São Paulo.

## Biografia
Filha de Milton da Silva e Neyde Senna da Silva, nasceu em São Paulo e foi casada com Flávio Lalli, morto num acidente de moto em 1996. Além de Bruno, é mãe de Bianca e Paula.
É graduada em Psicologia pela Pontifícia Universidade Católica de São Paulo (PUC-SP), com especialização em Psicologia Junguiana pelo Instituto Sede Sapientiaes da Universidade Católica, atuou na área de Psicologia Clínica como psicoterapeuta e também como supervisora de grupos de formação e aperfeiçoamento de terapeutas. Igualmente coordenou grupos de estudos de Psicologia Profunda.

## Trajetória
Em 1999 Viviane foi indicada entre os "50 Futuros Líderes Latino-americanos do Novo Milênio", uma iniciativa do canal CNN e da revista Time.
É a única brasileira membro do grupo Amigos Adultos do Prêmio das Crianças do Mundo ao lado da Rainha Silvia da Suécia, Nelson Mandela, ex-presidente da África do Sul, José Ramos Horta, Prêmio Nobel da Paz, dentre outros. Ela também foi nomeada um dos Líderes para o Novo Milênio (CNN/Revista Time).
Ajudou a fundar e preside o comitê técnico do movimento "Todos pela Educação", um coletivo de líderes de todos os setores que, pressionando pela melhoria da qualidade da educação, se tornou o maior fórum nacional de debates e mobilização sobre o tema.
Em 2012, Viviane Senna recebeu o Prêmio BNP Paribas em Paris, eleita, por unanimidade, por um júri de personalidades mundiais, coordenado por Amartya Sen, Prêmio Nobel de Economia.
Em 2023 foi agraciada com o Prêmio Guerreiro da Educação – Ruy Mesquita 2023 (CIEE/Estadão).  

Participante de vários conselhos de organizações públicas e privadas.